# Begraafplaats van Audregnies
De Begraafplaats van Audregnies is een gemeentelijke begraafplaats in het Belgische dorp Audregnies, een deelgemeente van Quiévrain. De begraafplaats ligt aan de Rue de la Ville op ruim 400 m ten zuidwesten van het dorpscentrum (Église Saint André). De begraafplaats heeft een langwerpige rechthoekige vorm en wordt omgeven door een bakstenen muur. De toegang bestaat uit een tweedelig traliehek. 

## Britse oorlogsgraven
Direct rechts voorbij de toegang van de begraafplaats ligt een perk met 40 Britse gesneuvelden uit de Eerste Wereldoorlog. Tweeëndertig van hen konden niet meer geïdentificeerd worden. Alle geïdentificeerden kwamen om op 24 augustus 1914 in de strijd tegen het oprukkende Duitse leger. De meeste onder hen behoorden bij het Cheshire Regiment. De graven liggen in twee rijen naast elkaar met er recht tegenover het Cross of Sacrifice en een stenen zitbank met het registerkastje. De graven worden onderhouden door de Commonwealth War Graves Commission waar ze geregistreerd staan onder Audregnies Communal Cemetery.